# World Soccer
World Soccer — англомовний щомісячний журнал, що спеціалізується на футболі. Видання виходить у британському видавництві IPC Media.
World Soccer є членом асоціації європейських спортивних видань European Sports Magazines (ESM), куди також входять такі відомі видання, як Bola (Португалія), Don Balon (Іспанія), Kicker (Німеччина), La Gazzetta Dello Sport (Італія), Спорт-Експрес (Росія). Члени цієї групи обирають європейську «Команду місяця» та європейську «Команду року».
З 1982 року World Soccer вручає премії «Гравець року», «Тренер року» та «Команда року».

## 100 найкращих гравців 20-го століття
У грудні 1999 року World Soccer опублікував список 100 найкращих футболістів XX століття. Список було сформовано за результатами голосування читачів. Окрім Андрія Шевченка (60 місце, 54 очка), в анкетах згадувалися Олег Блохін (27 очок), Олег Лужний (8) і Андрій Канчельскіс (3).
| #  | Гравець             |
| -- | ------------------- |
| 1  | Пеле                |
| 2  | Дієго Марадона      |
| 3  | Йоган Кройф         |
| 4  | Франц Бекенбауер    |
| 5  | Мішель Платіні      |
| 6  | Альфредо Ді Стефано |
| 7  | Ференц Пушкаш       |
| 8  | Джордж Бест         |
| 9  | Марко ван Бастен    |
| 10 | Ейсебіу             |
| 11 | Лев Яшин            |
| 12 | Боббі Чарлтон       |
| 13 | Роналдо             |
| 14 | Боббі Мур           |
| 15 | Герд Мюллер         |
| 16 | Роберто Баджо       |
| 17 | Стенлі Метьюз       |
| 18 | Зіко                |
| 19 | Франко Барезі       |
| 20 | Гаррінча            |
| 21 | Паоло Мальдіні      |
| 22 | Кенні Далгліш       |
| 23 | Габрієль Батістута  |
| 24 | Ерік Кантона        |
| 25 | Георге Хаджі        |
| 26 | Ромаріо             |
| 27 | Жаїрзіньйо          |
| 28 | Зінедін Зідан       |
| 29 | Рууд Гулліт         |
| 30 | Джон Чарлз          |
| 31 | Лотар Маттеус       |
| 32 | Гордон Бенкс        |
| 33 | Юрген Клінсманн     |
| 34 | Денніс Бергкамп     |
| 35 | Карл Румменігге     |
| 36 | Гарі Лінекер        |
| 37 | Джузеппе Меацца     |
| 38 | Роберто Рівеліно    |
| 39 | Діді                |
| 40 | Іан Раш             |
| 41 | Петер Шмейхель      |
| 41 | Паоло Россі         |
| 43 | Джордж Веа          |
| 44 | Майкл Овен          |
| 45 | Жуст Фонтен         |
| 46 | Данкан Едвардс      |
| 47 | Діно Дзофф          |
| 48 | Христо Стоїчков     |
| 49 | Девід Бекхем        |
| 50 | Том Фінні           |

| #   | Гравець               |
| --- | --------------------- |
| 51  | Рівалдо               |
| 52  | Клаудіо Каніджа       |
| 53  | Тостао                |
| 54  | Франк Райкард         |
| 55  | Хосе Чилаверт         |
| 56  | Кевін Кіган           |
| 57  | Пол Гаскойн           |
| 58  | Роже Мілла            |
| 59  | Мікаель Лаудруп       |
| 60  | Андрій Шевченко       |
| 61  | Давід Жинола          |
| 61  | Глен Годдл            |
| 61  | Сократес              |
| 64  | Роберто Карлос        |
| 64  | Алан Ширер            |
| 66  | Даніель Пассарелла    |
| 67  | Давор Шукер           |
| 68  | Діксі Дін             |
| 68  | Шандор Кочиш          |
| 68  | Альберто Скьяффіно    |
| 68  | Крістіан Вієрі        |
| 72  | Маріо Кемпес          |
| 72  | Йоган Нескенс         |
| 72  | Луїджі Ріва           |
| 75  | Хосе Насассі          |
| 75  | Гюнтер Нетцер         |
| 77  | Алессандро Дель П'єро |
| 77  | Карлос Вальдеррама    |
| 79  | Рікардо Самора        |
| 80  | Енцо Франческолі      |
| 81  | Едгар Давідс          |
| 81  | Франсиско Хенто       |
| 83  | Джим Бакстер          |
| 83  | Роберто Фалькао       |
| 83  | Раян Гіггз            |
| 83  | Зепп Маєр             |
| 87  | Збігнев Бонек         |
| 87  | Пет Дженнінгс         |
| 87  | Дьйордь Шароші        |
| 90  | Джачінто Факкетті     |
| 91  | Алан Гансен           |
| 91  | Раймон Копа           |
| 91  | Браян Робсон          |
| 91  | Маттіас Заммер        |
| 95  | Ладислав Кубала       |
| 95  | Невілл Саутхолл       |
| 97  | Жерсон                |
| 98  | Паулу Футре           |
| 98  | Пребен Елк'яер        |
| 100 | Бебето                |

## Символічна збірна всіх часів
У 2013 році до 150-річного ювілею створення Футбольної асоціації Англії, журнал у опублікував списки найкращих футболістів та тренерів з моменту створення асоціації. Список складений на основі голосування, в якому були задіяні 73 спеціалісти зі всього світу.
| Воротар  | Захисники                                      | Півзахисники                                                 | Нападники          |
| -------- | ---------------------------------------------- | ------------------------------------------------------------ | ------------------ |
| Лев Яшин | Кафу Франц Бекенбауер Боббі Мур Паоло Мальдіні | Зінедін Зідан Дієго Марадона Йоган Кройф Альфредо Ді Стефано | Пеле Ліонель Мессі |

### Воротарі

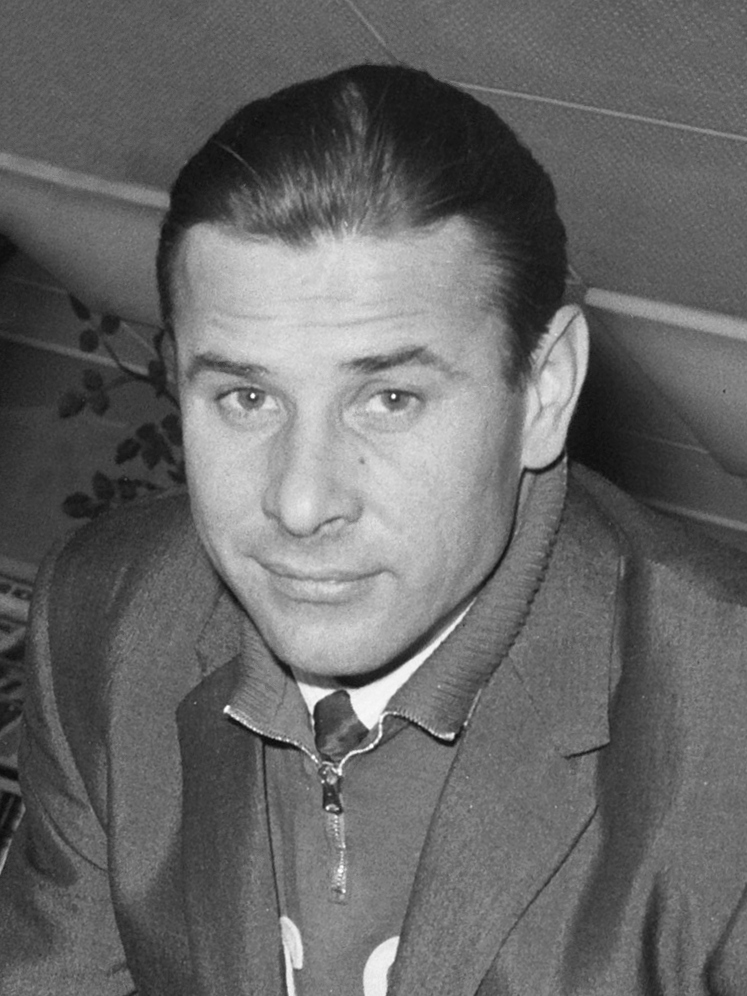
Лев Яшин

| Місце | Футболіст         | Голоси | % голосів |
| ----- | ----------------- | ------ | --------- |
| 1     | Лев Яшин          | 31     | 42.47 %   |
| 2     | Гордон Бенкс      | 6      | 8,22 %    |
| 2     | Діно Дзофф        | 6      | 8,22 %    |
| 4     | Джанлуїджі Буффон | 5      | 6,85 %    |
| 4     | Петер Шмейхель    | 5      | 6,85 %    |
| 6     | Ікер Касільяс     | 4      | 5.48 %    |
| 7     | Зепп Маєр         | 3      | 4.11 %    |
| 8     | Пет Дженнінгс     | 2      | 2,74 %    |
| 8     | Олівер Кан        | 2      | 2,74 %    |
| 8     | Едвін ван дер Сар | 2      | 2,74 %    |

### Крайні захисники

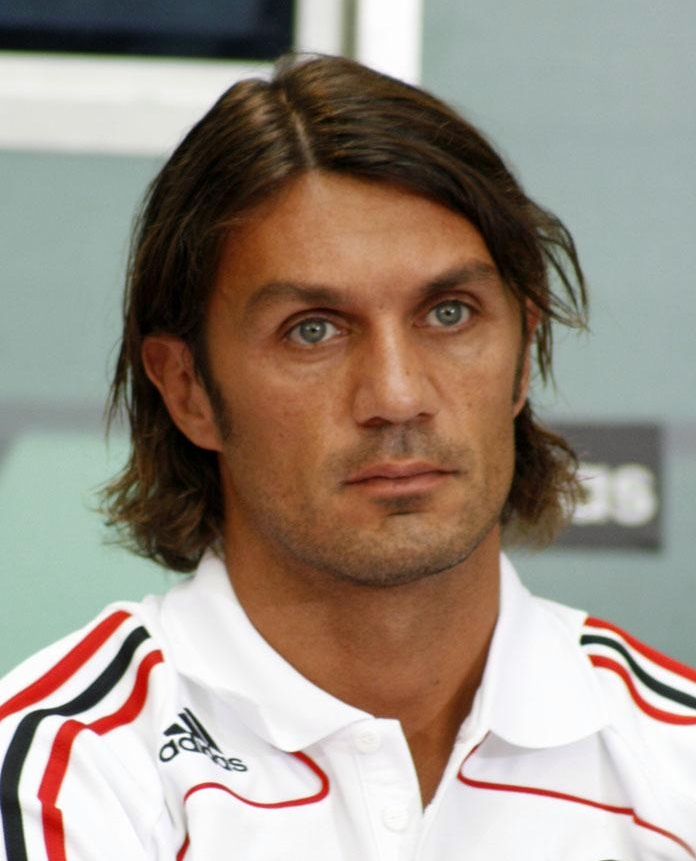
Паоло Мальдіні

| Місце | Футболіст               | Голоси | % голосів |
| ----- | ----------------------- | ------ | --------- |
| 1     | Паоло Мальдіні          | 48     | 65.75 %   |
| 2     | Кафу                    | 24     | 32.88 %   |
| 3     | Карлос Альберто Торрес  | 18     | 24.66 %   |
| 4     | Роберто Карлос          | 13     | 17.81 %   |
| 5     | Джалма Сантус           | 11     | 15.07 %   |
| 6     | Джачінто Факкетті       | 7      | 9.59 %    |
| 7     | Нілтон Сантус           | 6      | 8.22 %    |
| 8     | Берті Фогтс             | 4      | 5.48 %    |
| 9     | Ліліан Тюрам            | 3      | 4.11 %    |
| 10    | Руд Крол                | 2      | 2,74 %    |
| 10    | Віктор Родрігес Андраде | 2      | 2,74 %    |
| 10    | Карл-Гайнц Шнеллінгер   | 2      | 2,74 %    |

### Центральні захисники

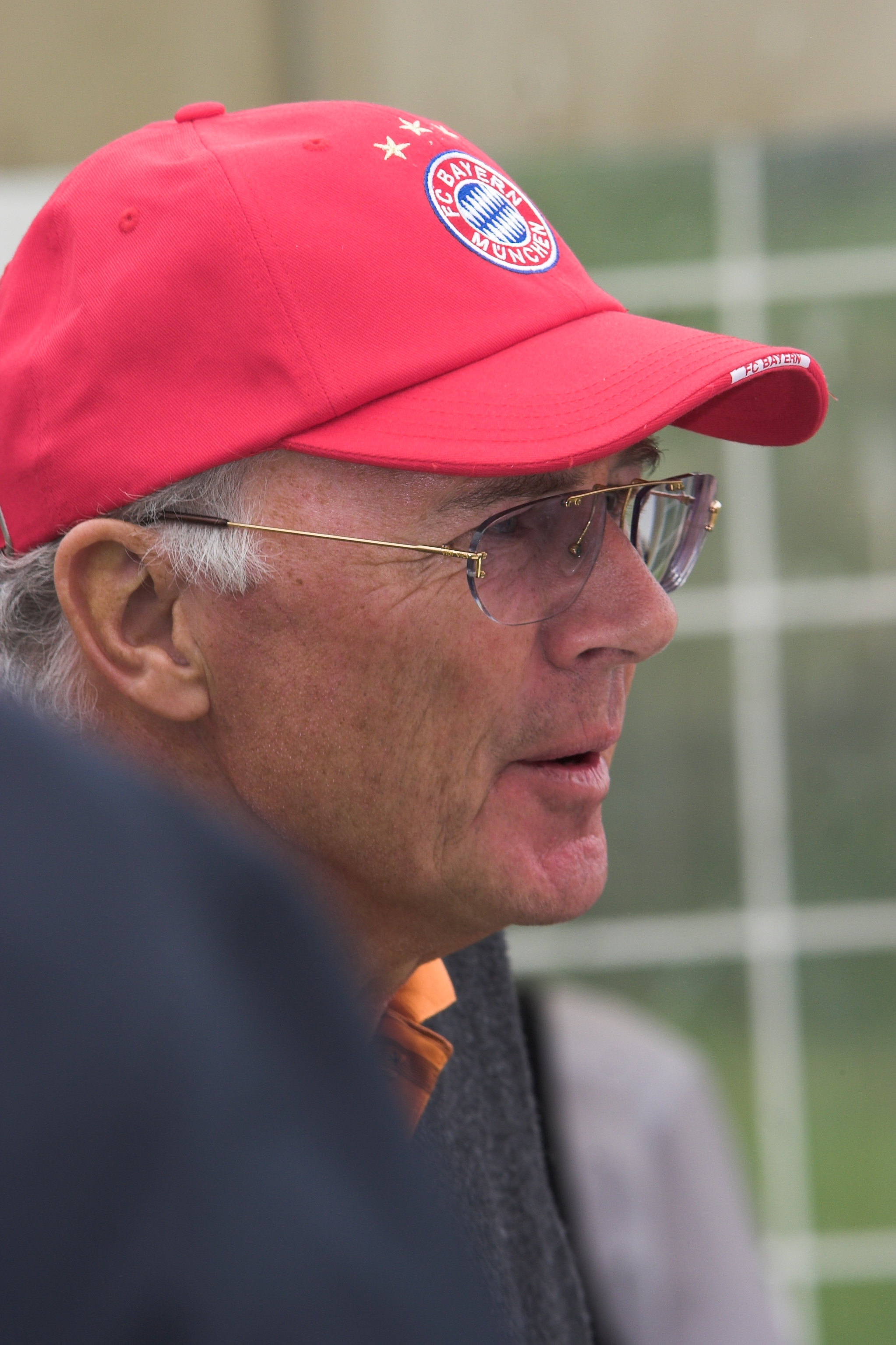
Франц Бекенбауер

| Місце | Футболіст          | Голоси | % голосів |
| ----- | ------------------ | ------ | --------- |
| 1     | Франц Бекенбауер   | 68     | 93.15 %   |
| 2     | Боббі Мур          | 23     | 31.51 %   |
| 3     | Франко Барезі      | 22     | 30.14 %   |
| 4     | Данієль Пассарелла | 4      | 5.48 %    |
| 5     | Фабіо Каннаваро    | 3      | 4,11 %    |
| 5     | Джон Чарлз         | 3      | 4,11 %    |
| 5     | Марсель Десаї      | 3      | 4,11 %    |
| 5     | Пол Макграт        | 3      | 4,11 %    |
| 9     | Джузеппе Бергомі   | 2      | 2.74 %    |

### Півзахисники

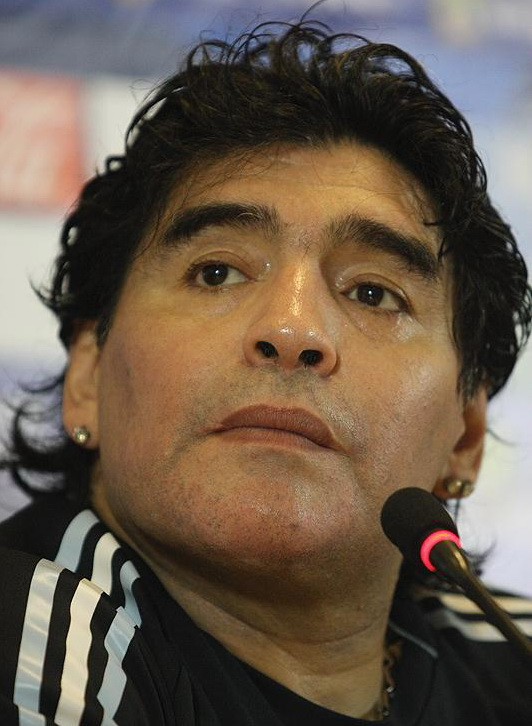
Дієго Марадона

| Місце | Футболіст           | Голоси | % голосів |
| ----- | ------------------- | ------ | --------- |
| 1     | Дієго Марадона      | 64     | 87.67 %   |
| 2     | Йоган Кройф         | 58     | 79.45 %   |
| 3     | Зінедін Зідан       | 28     | 38.36 %   |
| 4     | Альфредо Ді Стефано | 24     | 32.88 %   |
| 5     | Мішель Платіні      | 18     | 24.66 %   |
| 6     | Гаррінча            | 15     | 20.55 %   |
| 7     | Джордж Бест         | 12     | 16.44 %   |
| 8     | Кріштіану Роналду   | 7      | 9.59 %    |
| 9     | Боббі Чарлтон       | 5      | 6,85 %    |
| 9     | Лотар Маттеус       | 5      | 6,85 %    |

### Нападники

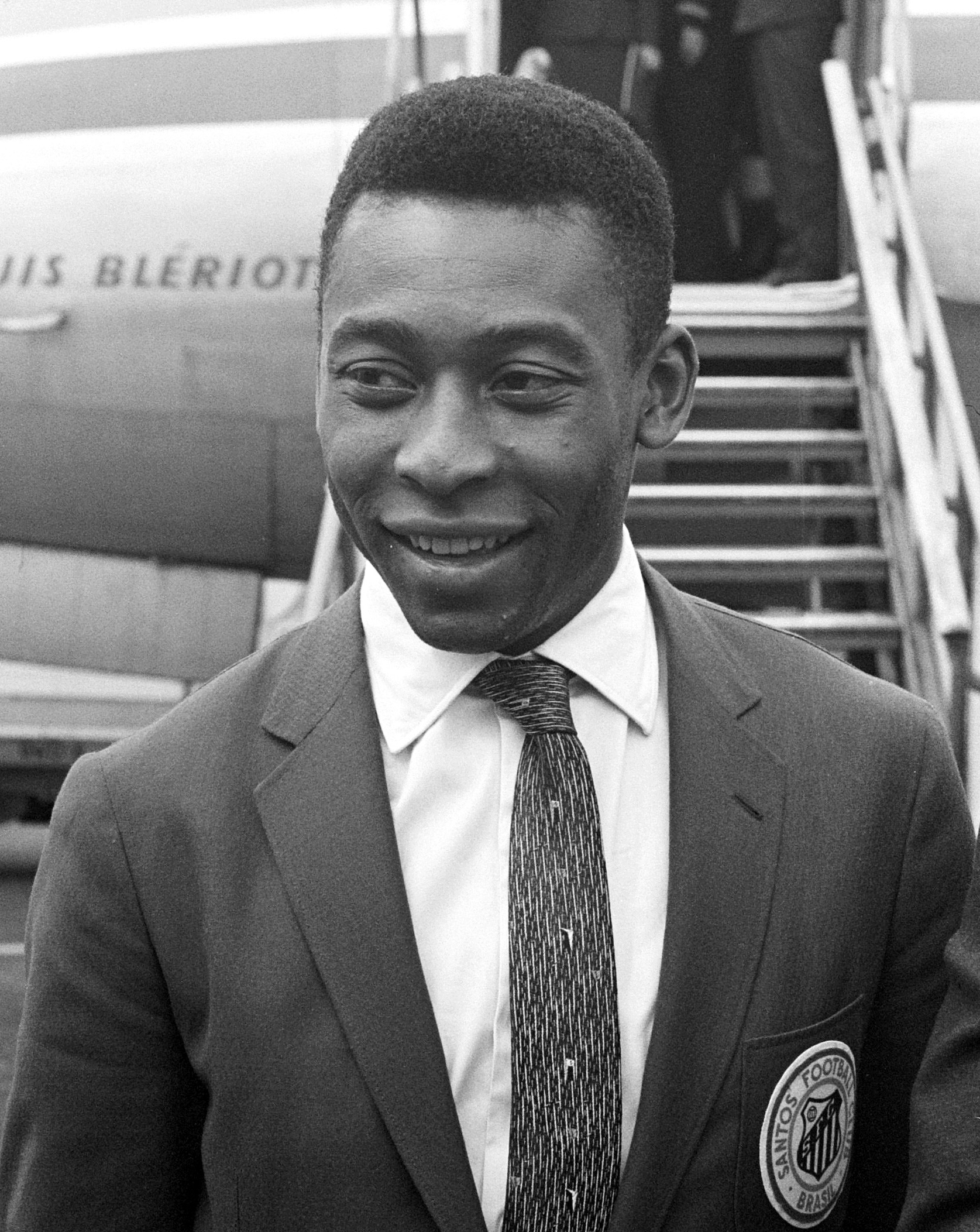
Пеле

| Місце | Футболіст        | Голоси | % голосів |
| ----- | ---------------- | ------ | --------- |
| 1     | Пеле             | 56     | 76.71 %   |
| 2     | Ліонель Мессі    | 46     | 63.01 %   |
| 3     | Ференц Пушкаш    | 11     | 15.07 %   |
| 4     | Роналду          | 9      | 12.33 %   |
| 5     | Марко ван Бастен | 5      | 6.85 %    |
| 6     | Герд Мюллер      | 4      | 5.48 %    |
| 7     | Олег Блохін      | 2      | 2,74 %    |
| 7     | Еусебіу          | 2      | 2,74 %    |

## Найкращі тренери всіх часів

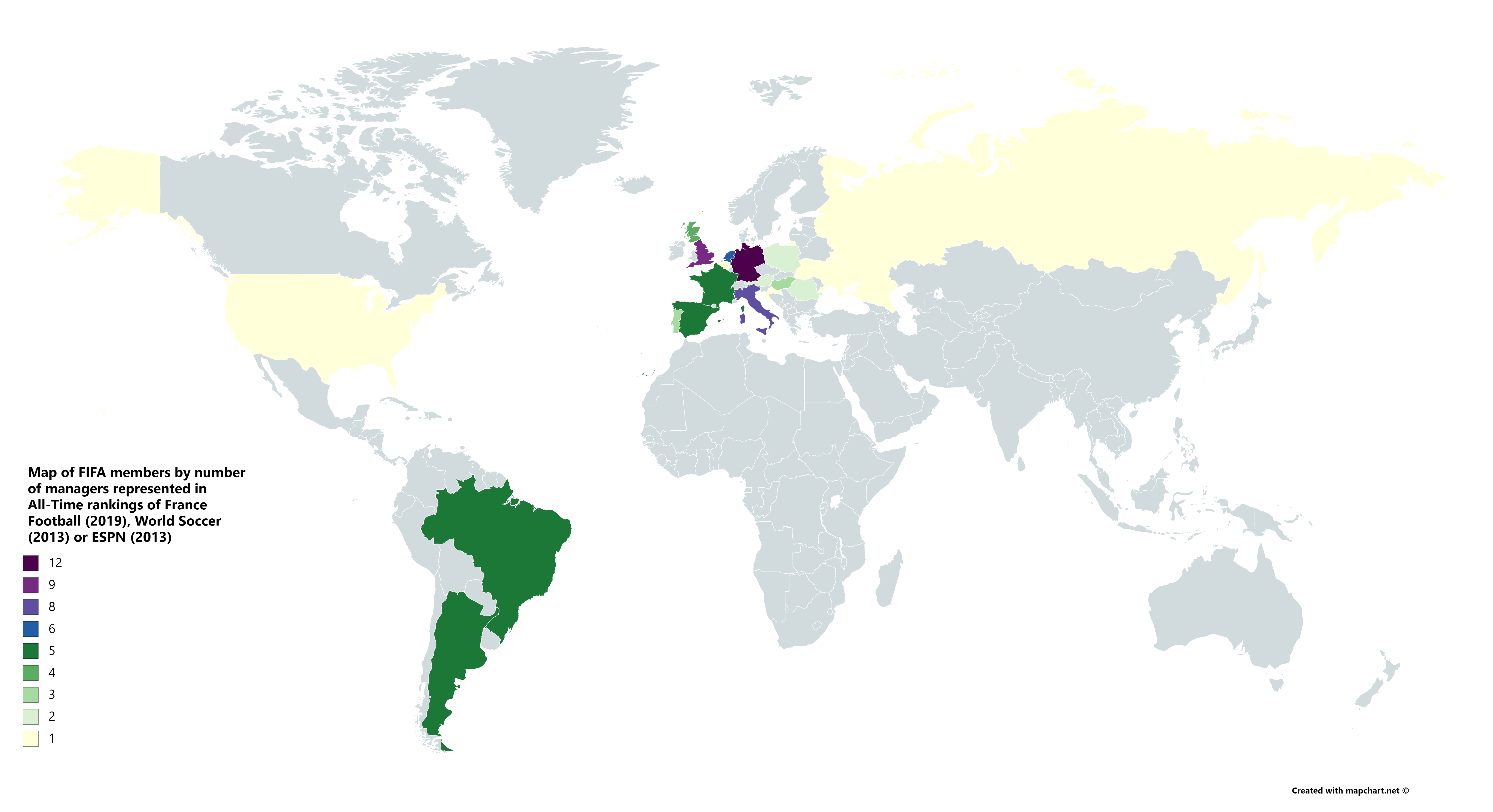
Карта членів ФІФА за кількістю тренерів, котрі ввійшли в рейтинг найкращих за версією принаймні одного з трьох видань - France Football (2019), World Soccer (2013), ESPN (2013)

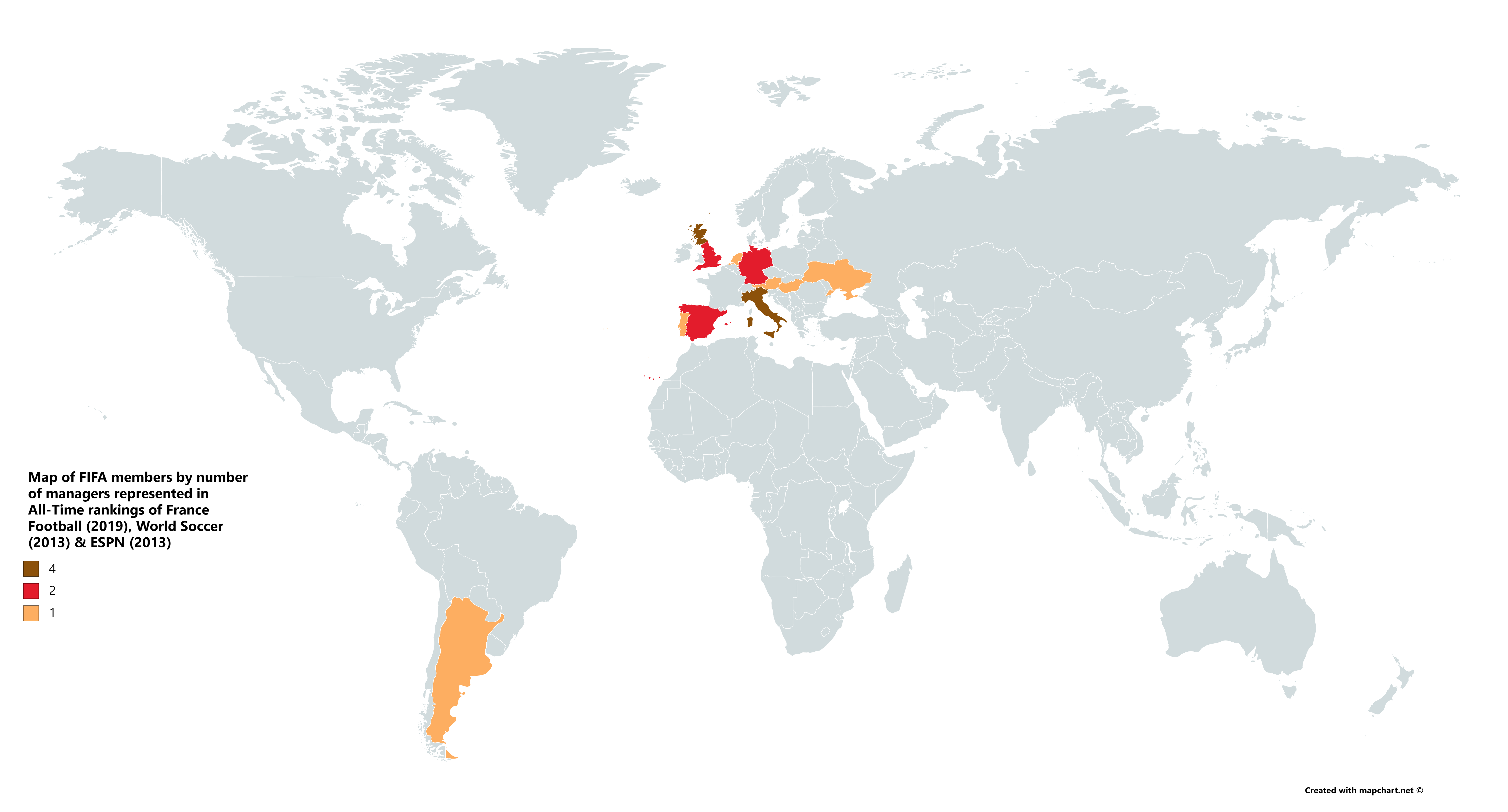
Карта членів ФІФА за кількістю тренерів, котрі ввійшли в рейтинг найкращих за версією всіх трьох видань - France Football (2019), World Soccer (2013), ESPN (2013)

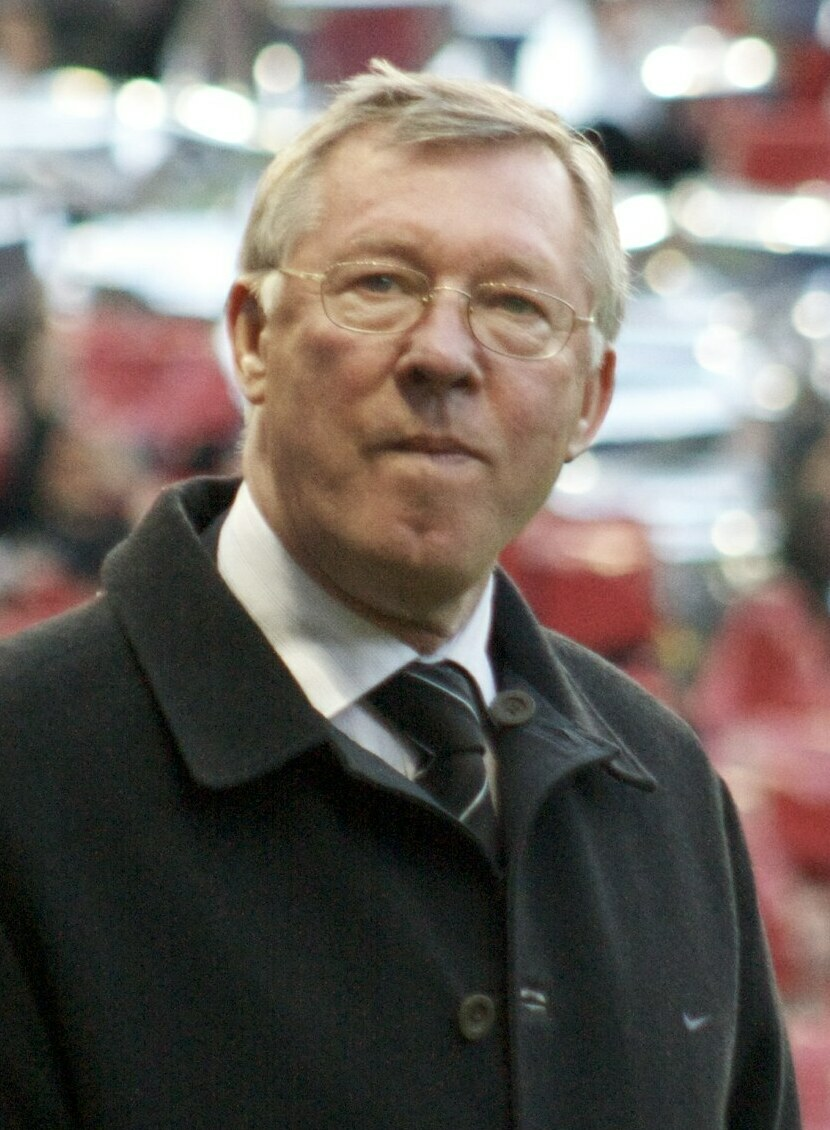
Алекс Фергюсон
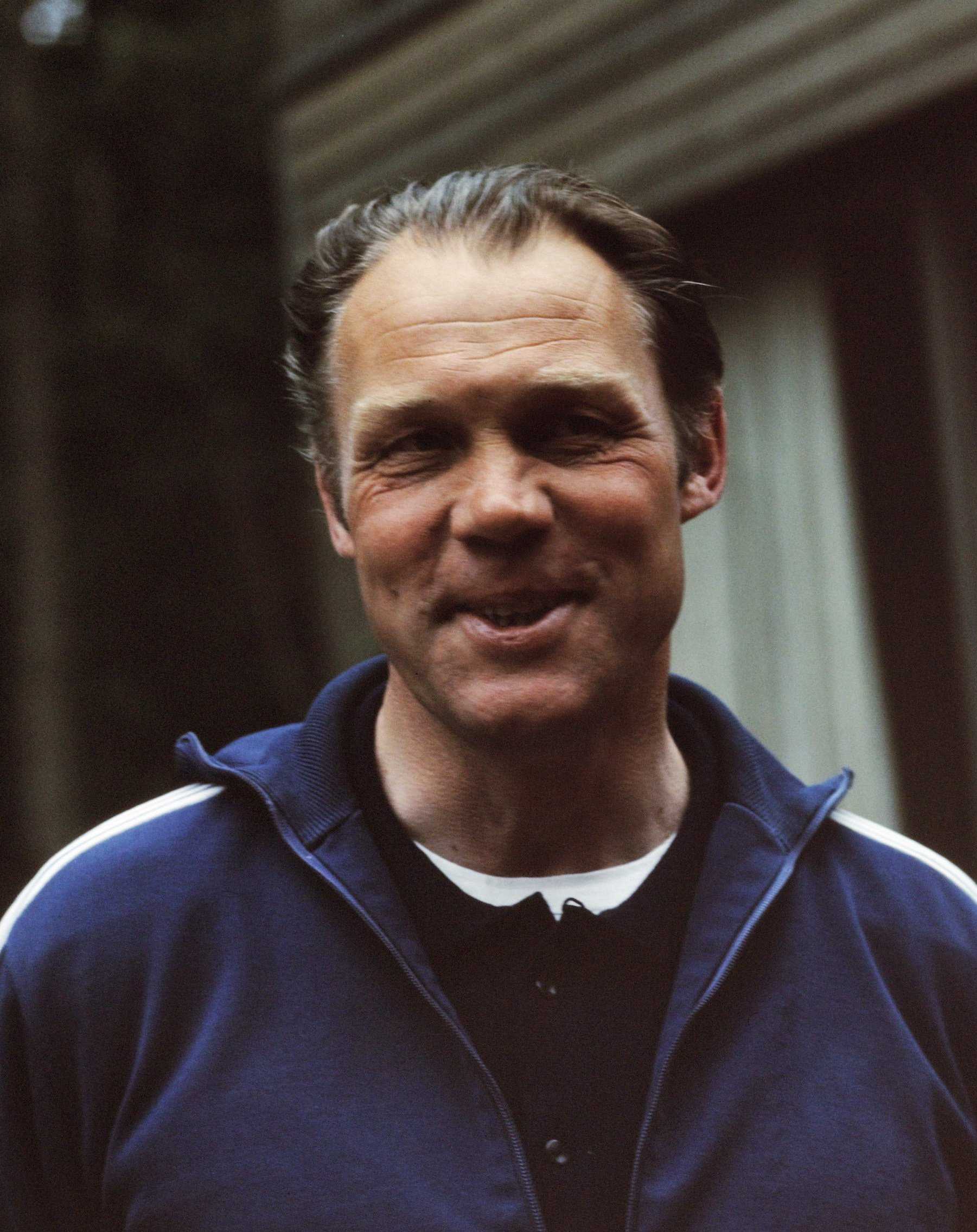
Рінус Міхелс
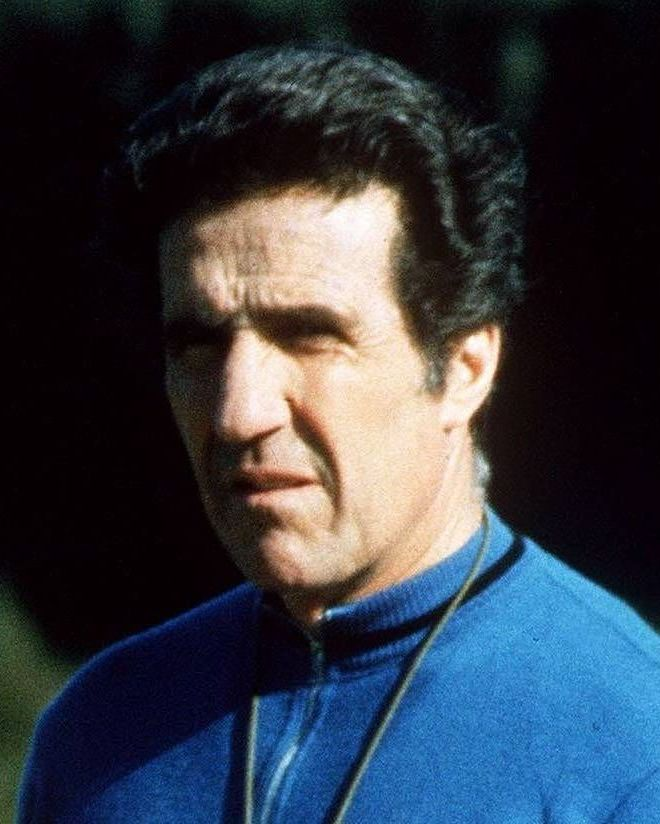
Еленіо Еррера
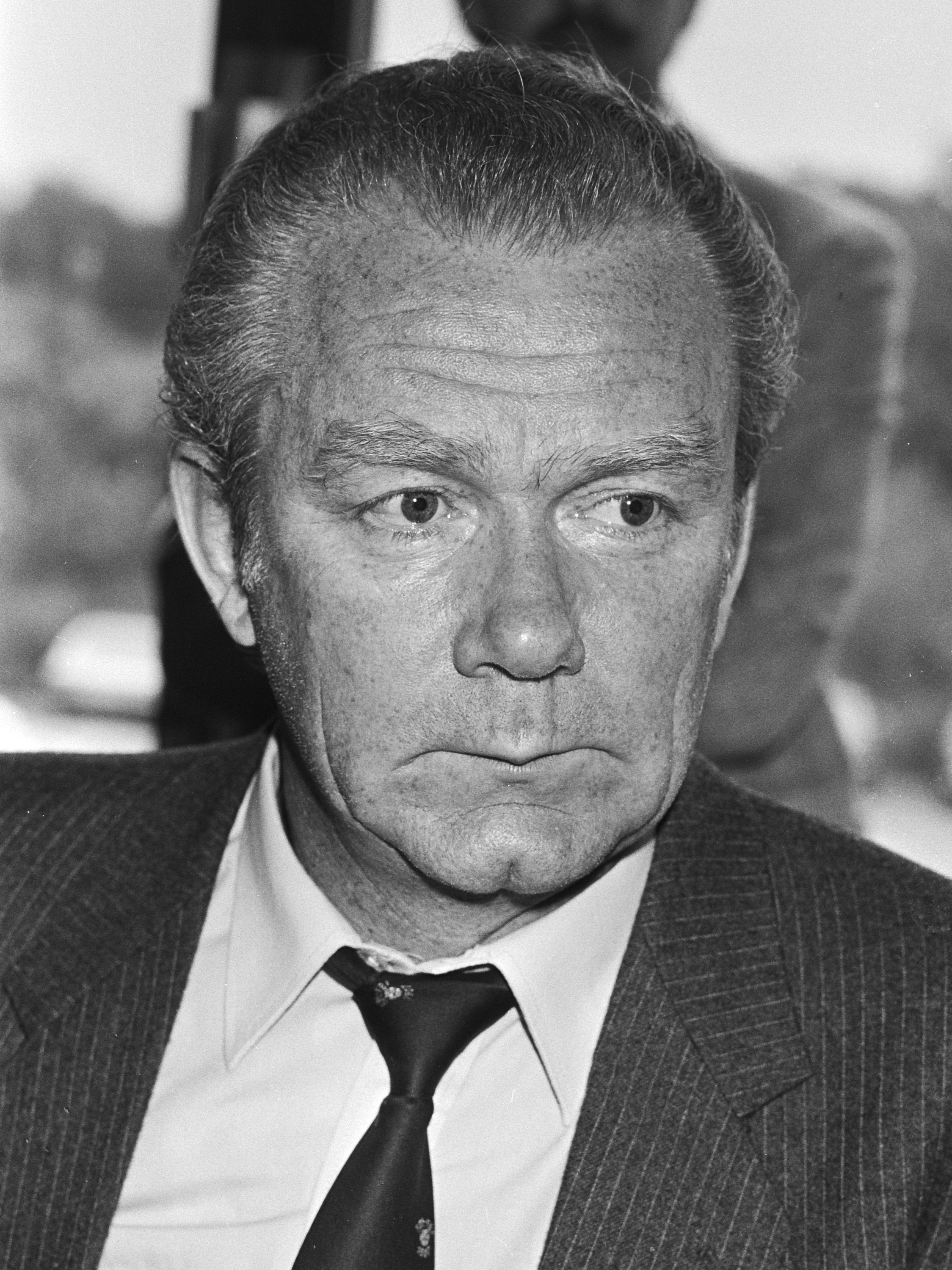
Валерій Лобановський

Список опублікований в липні 2013. Створений на основі голосування, в якому взяли участь 70 спеціалістів з цілого світу. Кожен з них міг вибрати п'ять тренерів, котрих вважав найкращими в історії.
Легенда таблиці
Жирним шрифтом виділені тренери, які увійшли в рейтинг найкращих за версією World Soccer, France Football та ESPN
     Тренери, котрі увійшли в 10 найкращих за версією World Soccer, France Football та ESPN
| М. | Тренер               | Роки активності                                               | Відомі команди                                                            | Голосів | % голосів |
| -- | -------------------- | ------------------------------------------------------------- | ------------------------------------------------------------------------- | ------- | --------- |
| 1  | Алекс Фергюсон       | 1974—2013                                                     | Абердин, збірна Шотландії, Манчестер Юнайтед                              | 48      | 68.57 %   |
| 2  | Рінус Міхелс         | 1960—1992                                                     | Аякс, Барселона, збірна Нідерландів                                       | 46      | 65.71 %   |
| 3  | Жозе Моурінью        | 2001—                                                         | Порту, Челсі, Інтернаціонале, Реал Мадрид, Манчестер Юнайтед              | 21      | 30 %      |
| 4  | Еленіо Еррера        | 1944—1970, 1973—1981                                          | Атлетіко (Мадрид), Барселона, Інтернаціонале                              | 19      | 27 %      |
| 5  | Пеп Гвардіола        | 2007—                                                         | Барселона, Баварія, Манчестер Сіті                                        | 16      | 22.22 %   |
| 6  | Валерій Лобановський | 1969—2002                                                     | Дніпро, Динамо (Київ), збірна СРСР, збірна України                        | 15      | 21.43 %   |
| 6  | Арріго Саккі         | 1985—1999, 2001                                               | Мілан, збірна Італії                                                      | 15      | 21.43 %   |
| 8  | Боб Пейслі           | 1974—1983                                                     | Ліверпуль                                                                 | 12      | 17.14 %   |
| 9  | Герберт Чепмен       | 1907—1918, 1921—1934                                          | Лідс Сіті, Гаддерсфілд Таун, Арсенал                                      | 9       | 12.86 %   |
| 9  | Бела Гуттманн        | 1933—1939, 1945—1951, 1953—1962, 1964—1967, 1973              | Мілан, Сан-Паулу, Порту, Бенфика, Пеньяроль                               | 9       | 12.86 %   |
| 9  | Ернст Гаппель        | 1962—1992                                                     | Феєноорд, Севілья, збірна Нідерландів, Гамбург                            | 9       | 12.86 %   |
| 9  | Маріо Загалло        | 1966—1991, 1994—2001                                          | Ботафого, Фламенго, збірна Бразилії, Васко да Гама                        | 9       | 12.86 %   |
| 13 | Вітторіо Поццо       | 1912—1922, 1924—1926, 1929—1948                               | збірна Італії, Торіно, Мілан                                              | 8       | 11.43 %   |
| 13 | Теле Сантана         | 1969—1996                                                     | Атлетіко Мінейро, Сан-Паулу, Ботафого, Фламенго, збірна Бразилії          | 8       | 11.43 %   |
| 13 | Вісенте дель Боске   | 1987—1990, 1994, 1996, 1999—2005, 2008—2016                   | Реал Мадрид, Бешикташ, збірна Іспанії                                     | 8       | 11.43 %   |
| 13 | Марчелло Ліппі       | 1982—2006, 2008—2010, 2012—2014, 2016—                        | Наполі, Ювентус, Інтернаціонале, збірна Італії, Гуанчжоу Евергранд        | 8       | 11.43 %   |
| 17 | Браян Клаф           | 1965—1993                                                     | Дербі Каунті, Лідс Юнайтед, Ноттінгем Форест                              | 7       | 10 %      |
| 17 | Оттмар Гіцфельд      | 1983—2004, 2007—2014                                          | Боруссія (Дортмунд), Баварія, збірна Швейцарії                            | 7       | 10 %      |
| 19 | Джованні Трапаттоні  | 1974—2013                                                     | Мілан, Інтернаціонале, Ювентус, Баварія, Фіорентина, збірна Італії        | 6       | 8.57 %    |
| 20 | Зепп Гербергер       | 1930—1942, 1945—1946, 1950—1964                               | збірна Німеччини, Айнтрахт (Франкфурт-на-Майні)                           | 6       | 7.14 %    |
| 20 | Білл Шенклі          | 1949—1974                                                     | Гаддерсфілд Таун, Ліверпуль                                               | 6       | 7.14 %    |
| 22 | Сесар Луїс Менотті   | 1970, 1972—1984, 1986—1994, 1996—1999, 2002, 2004, 2006, 2007 | збірна Аргентини, Барселона, Атлетіко Мадрид, Бока Хуніорс, Індепендьєнте | 4       | 5.71 %    |
| 22 | Гельмут Шен          | 1952—1984                                                     | збірна Німеччини                                                          | 4       | 5.71 %    |
| 24 | Енцо Беардзот        | 1964—1986                                                     | збірна Італії                                                             | 3       | 4.29 %    |
| 24 | Джиммі Гоган         | 1910—1912, 1914—1921, 1924, 1924—1927, 1931—1939              | МТК, збірна Нідерландів, Фулгем, Астон Вілла                              | 3       | 4.29 %    |
| 24 | Геннес Вайсвайлер    | 1948—1983                                                     | Боруссія (Менхенгладбах), Барселона, Кельн                                | 3       | 4.29 %    |
| 24 | Фабіо Капелло        | 1991—2015, 2017—2018                                          | Мілан, Реал Мадрид, Рома, Ювентус, збірна Англії                          | 3       | 4.29 %    |
| 24 | Густав Шебеш         | 1940—1946, 1949—1957                                          | збірна Угорщини                                                           | 3       | 4.29 %    |
| 29 | Франц Бекенбауер     | 1984—1991, 1993—1994, 1996                                    | збірна Німеччини, Баварія, Олімпік Марсель                                | 2       | 2.86 %    |
| 29 | Карлос Білардо       | 1971, 1973—1993, 1996, 1998—2000, 2003—2004                   | Естудіантес, збірна Колумбії, збірна Аргентини, Севвлья, Бока Хуніорс     | 2       | 2.86 %    |
| 29 | Йоган Кройф          | 1985—1996                                                     | Аякс, Барселона                                                           | 2       | 2.86 %    |
| 29 | Вісенте Феола        | 1937—1942, 1947—1950, 1955—1956, 1958, 1959, 1961, 1966       | Сан-Паулу, збірна Бразилії, Бока Хуніорс                                  | 2       | 2.86 %    |
| 29 | Альф Ремзі           | 1955—1974, 1977—1978                                          | Іпсвіч Таун, збірна Англії                                                | 2       | 2.86 %    |
| 29 | Джок Стейн           | 1960—1985                                                     | Селтік, збірна Шотландії, Лідс Юнайтед                                    | 2       | 2.86 %    |
| 29 | Луїс Феліпе Сколарі  | 1982—2017                                                     | збірна Бразилії, збірна Португалії, Греміо, Палмейрас, Челсі              | 2       | 2.86 %    |

Тренери, які отримали лише 1 голос (1.43 %):
- Луїс Арагонес
- Лео Бенгаккер
- Метт Басбі
- Джек Чарльтон
- Казімеж Гурські
- Жерар Ульє
- Томіслав Івіч
- Штефан Ковач
- Удо Латтек
- Уго Майсль
- Отто Рехагель
- Карлос Альберто Паррейра
- Антоній Пєхнічек
- Арпад Вейс
- Волтер Вінтерботтом
- Рафаель Бенітес
- Марсело Б'єлса
- Боб Бредлі
- Юпп Гайнкес
- Арсен Венгер